# Gustav Riek
Pour les articles homonymes, voir Riek.
Gustav Riek, de son nom complet Johannes Gustav Riek, est un préhistorien allemand, né le 23 mai 1900 à Stuttgart et mort le 1er novembre 1976 à Feldstetten, dans la ville de Laichingen,,.
Il a notamment fouillé la grotte de Vogelherd au début des années 1930, la Hohle Fels, et effectué des travaux sur le site archéologique de la Heuneburg, en particulier sur le tumulus hallstattien de Hohmichele (de),,.
Il a également été reconnu comme criminel de guerre sous le Troisième Reich, en raison de son implication dans le camp de concentration de Hinzert, au grade de Hauptsturmführer.

## Études et carrière académique
Riek commence ses études à Stuttgart, puis les poursuit à Heidelberg et Halle. Il fait ensuite des études de géologie, à l'institut de Tübingen, où il rentre en 1919 et en ressort diplômé en géologie, en 1921, Riek devient assistant scientifique à Halle-sur-Saale. Il se marie à l'âge de 18 ans et devient père de deux enfants.
Entre 1924 et 1928, il travaille à Tübingen sous la direction de Hans Reinerth et de Robert Rudolf Schmidt (de). En 1929, après avoir soutenue la thèse Die Stratigraphie des Buntsandsteins im Schwarzwald, sous la direction d'Edwin Hennig, il devient titulaire d'un doctorat en géologie. Il travaille ensuite pour l'Institut préhistorique de l'Université Eberhard Karls de Tübingen à partir de 1929.
Les résultats des recherches archéologiques qu'il mène au début des années 1930, parus dans une monographie publiée en 1934, consolide sa réputation de scientifique,,. La même année, alors qu'il est récipiendaire du titre universitaire de Privatdozent en mathématiques et sciences de la nature et qu'il reçoit une habilitation pour ses travaux, il vient à enseigner la Préhistoire et la Protohistoire à l’Université de Tübingen, tout y en devenant conférencier,. En 1935, il est promu directeur-adjoint de l'Institut de pré- et protohistoire de Tübigen,. Durant cette même année, il organise une planification de recherches archéologiques systématiques sur les différents sites préhistoriques d'Allemagne du sud-ouest.
À partir de 1956, Riek revient enseigner à l'université de Tübingen,. Durant cette période, il dirige les soutenances doctorales des préhistoriens Joachim Hahn,, Hansjürgen Müller-Beck (soutenant une thèse intitulée Das Obere Altpaläolithikumin Süddeutschland. Ein Versuch zur ältesten Geschichte des Menschen) et Eberhard Wagner,. Il a également été le professeur de Karl Dietrich Adam,,. Le 1er mars 1969, Hansjürgen Müller-Beck le remplace au poste de professeur d'archéologie préhistorique.
En 1963 et 1964, il fait aménager au sein d'un hospice de Blaubeuren une salle d'exposition des pièces retrouvées sur les sites de la Brillenhöhle (de) et de la Große Grotte (de)musée de Préhistoire de Blaubeuren et lance le projet de créer un « Einzimmer-Museum »,. Le musée de Préhistoire de Blaubeuren est par la suite fondé en 1965 dans l'objectif de conserver les trouvailles et les résultats de fouilles des deux sites préhistoriques,.
Riek reçoit le titre de professeur émérite en 1966,. Il prend sa retraite en 1968,.

## Travaux

### Fouilles des années 1930

#### Fouilles de la Vogelherd
En juillet 1931, après le signalement de roches fragmentées par le feu et proches d'un groupe de sépultures datées du Néolithique, Riek prospecte une probable grotte avec Hermann Mohn, le découvreur du site,,.
La cavité, dite grotte de Vogelherd, qui se trouve dans la vallée de la Lone aux environs de la ville de Niederstotzingen, est occupée dès le Paléolithique moyen. Elle fait l'objet d'une première tranchée de sondage sous la direction de Riek le 5 juillet,. Dès le lendemain, des traces d'une occupation du site au Paléolithique sont mises en évidence. Les premières fouilles et explorations de la grotte de Vogelherd — pratiquées dans l'illégalité à l'époque — commencent le 15 juillet,. Dans un premier temps, Riek et son équipe effectuent le déblaiement des sédiments qui se sont accumulés au niveau de deux des points d'entrée de la grotte, ce qui leur permet d'accéder dans la cavité préhistorique. Il leur faudra 10 semaines pour déblayer environ 300 m3 du site.
Au cours de cette première campagne de fouilles, Riek et son équipe recueillent, parmi les déblais sédimentaires, des artefacts datés de plusieurs époques : les plus anciens sont retrouvés dans la couche sédimentaire formée à l'Éémien, base stratigraphique de la grotte, et les plus récents sont datés du Néolithique. Quelques pièces, attribuées au Paléolithique moyen, sont retrouvées de manière sporadique, mais la plupart d'entre eux ont été fabriqués au Paléolithique supérieur et appartiennent à la culture de l'Aurignacien,. Les investigations faites en juillet sont complétées par d'autres fouilles le 1er octobre.
Les pièces collectées par Riek et son équipe en 1931 ne seront inventoriées que plusieurs décennies après. D'abord par le préhistorien Hansjürgen Müller-Beck en 1957, puis par la préhistorienne Denise de Sonneville-Bordes en 1965, et enfin par le préhistorien et archéologue Joachim Hahn en 1977. En outre, des recherches approfondies de la stratigraphie de la grotte, notamment réalisées par les archéologues Nicholas J. Conard et Laura Niven, ont montré que l'étage identifié et interprété par Riek comme étant un Aurignacien tardif (ou Aurignacien supérieur) correspond, en l'état, à l'époque Gravettien,.

#### Fouilles de la Burkhardtshöhle
En 1933 et 1934, après avoir fait des prospections sur un site Paléolithique et Néolithique dans la commune de Kirchheim, Riek fouille la Burkhardtshöhle, une cavité préhistorique à destination funéraire située près de la ville de Westerheim,,,. Dans la grotte, orientée selon un axe nord-sud, et qui mesure 6,5 × 4,0 m, il met en évidence des pièces d'outillage datées du Magdalénien et recouverts d'un dépôt sédimentaire de 40 cm d'épaisseur,.
Riek établit un profil stratigraphique de la Burkhardtshöhle, identifiant 10 étages stratigraphiques distincts.
Au cours de la campagne de fouilles, cinq fragments de crâne humain sont exhumés. Ces restes osseux, dont l'âge absolu a été établi entre 15 080 et 14 150 AP par datation au 14C, sont issus d'un seul et même individu.

#### Fouilles de la cavité d'Haldenstein

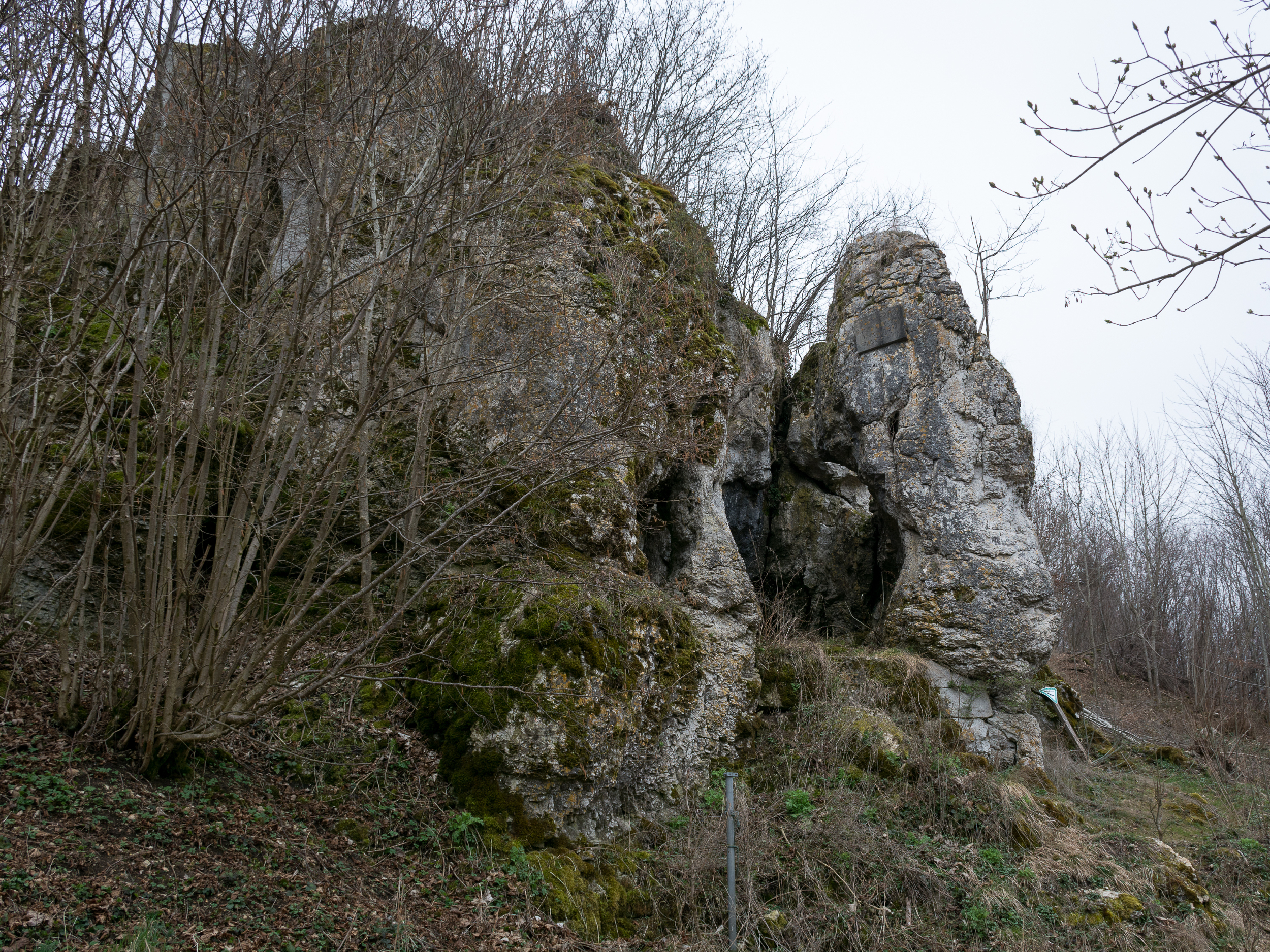
L'Haldensteinhöhle, grotte fouillée par Riek dans les années 1930.

Dans la seconde moitié des années 1930, le préhistorien allemand fait des fouilles sur le site d'Haldenstein (de), une grotte qui s'ouvre sur la vallée de la Lone et localisée sur la commune d'Urspring (de),,.
Dans la grotte, qui mesure environ 35 m de long, Riek et son équipe font un sondage de 6 × 4 m. Dix étages stratigraphiques, s'échelonnant du Moyen Âge jusqu'au Paléolithique moyen et supérieur, sont mis en évidence. Dans la couche du Magdalénien, ils retrouvent des ossements humains dont un radius et une patella.

#### Fouilles du tumulus de Hohmichele
En 1937 et 1938, Riek réalise une campagne d'investigations sur le tumulus de Hohmichele (ou Hochmichele), l'un des 36 complexes funéraires d'époque Hallstattienne — plus précisément : phase du Hallstatt D, entre 600 et 450 av. J.-C. — et faisant partie de la nécropole dite « groupe de Specklau », sur le site de Heuneburg, dans l'arrondissement de Sigmaringen, en Forêt-Noire,,,,,. Le tertre, d'un volume total de près de 35 000 m3, mesure environ 80 m de diamètre pour une hauteur atteignant les 13 m.
Riek et son équipe creusent les parties supérieure et centrale du tumulus et déblayent ainsi environ 11 000 m3 de terre. En mai 1937, le préhistorien allemand déclare que le site est « fouillé avec succès ». Les travaux sur le tertre mettent en évidence que le tumulus n'est pas entouré d'un fossé. D'après ces fouilles, les archéologues déduisent que le Hohmichele a été érigé de manière progressive, les tombes ayant été aménagées à mesure que le tumulus s'est développé.
Avec son équipe, il met au jour 8 tombes à inhumation et 5 tombes à incinération,,,. Deux des treize sépultures découvertes lors de ces fouilles se révèlent être des tombes à char,,. Les sépultures inventoriées I et VI sont les deux tombes à char et sont à chambre. Les parois de la tombe IV sont faites de bois. Les fouilles de 1937-1938 permettent également de dater la construction de la tombe VI vers la fin du VIe siècle av. J.-C..

### Fouilles des années 1950 et 1960

#### Fouilles de la Brillenhöhle

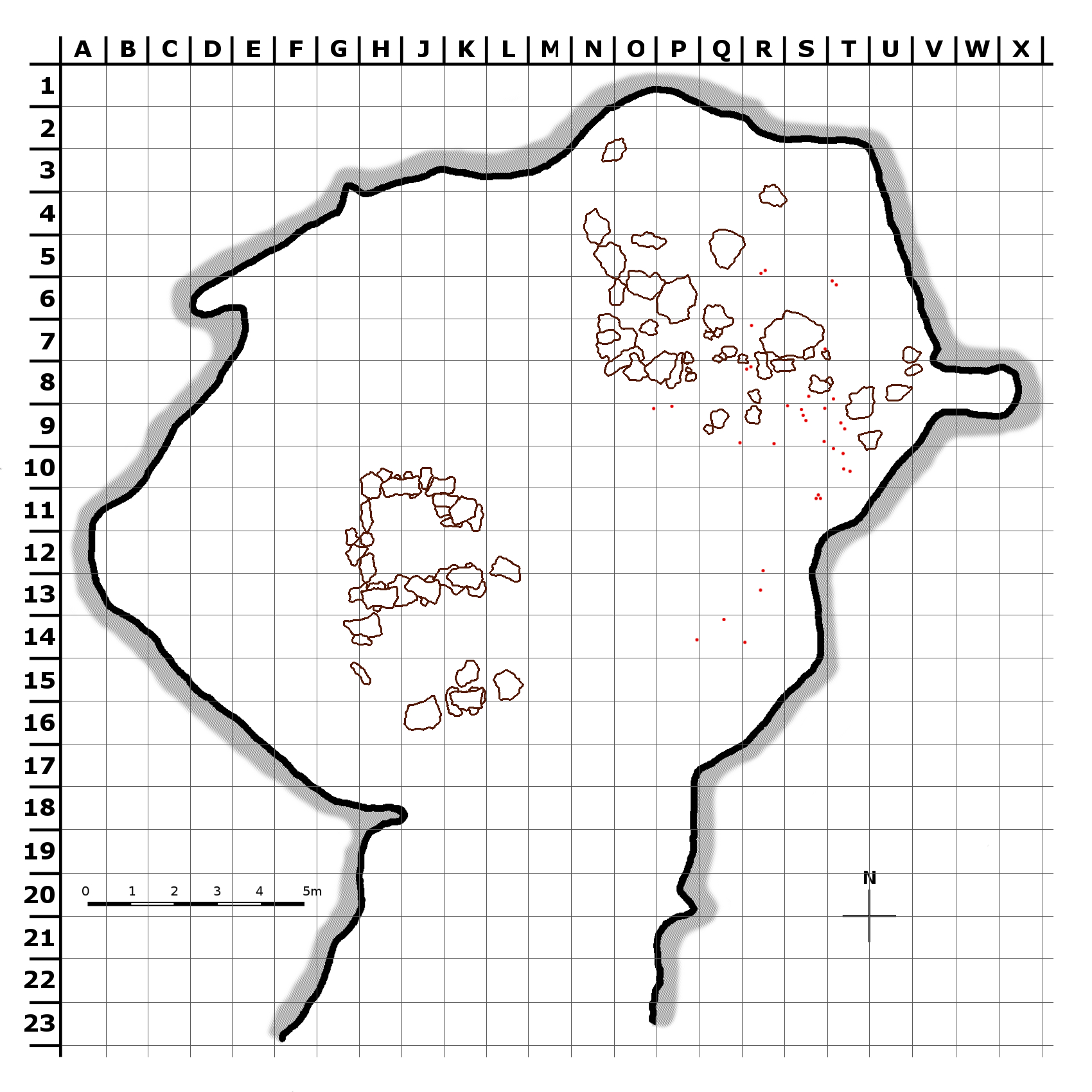
Plan au sol de la Brillenhöhle d'après Riek, 1973. Les vestiges du foyer sont représentés à gauche.

Entre 1955 et 1963, Riek mène le chantier de fouilles de la Brillenhöhle, une grotte datée du Paléolithique moyen et supérieur qui se trouve près de Blaubeuren, dans la vallée de l'Ach, au sein du massif du Jura souabe dans le Bade-Wurtemberg,.
Durant la fouille de la cavité, le préhistorien allemand et son équipe (dont fait partie Karl Dietrich Adam (de)) mettent en évidence plusieurs pièces d'industrie lithique ainsi que la structure d'un foyer. Le mobilier archéologique est trouvé dans les étages stratigraphiques de l'Aurignacien, du Gravettien et du Magdalénien.
Durant la campagne de fouilles, en 1956, au moins quatre squelettes humains sont exhumés. Les ossements, associés à des artefacts lithiques, sont trouvés dans la couche magdalénienne de la grotte. L'ADN contenu dans l'un de ces restes osseux (un os pariétal) est daté entre 15 120 et 14 440 ans AP.

#### Autres fouilles
Dans les années 1950, il mène des fouilles sur le site de la cavité préhistorique de Brucksberger, à proximité de la ville de Giengen an der Brenz, et y trouve un mobilier datant du Magdalénien.
En 1957-1958, pendant la campagne d'investigation de la Brillenhöhle, Riek et le préhistorien Rainer Blumentritt découvrent la Geißenklösterle (la « grotte aux chèvres »),,,,. Située à proximité d'Ulm, elle livre des artefacts attribués au Moustérien et au Mésolithique. Il revient sur les lieux en 1963 pour faire un sondage complémentaire.
De 1958 à 1960, Riek et Gertraud Matschak conduisent une courte campagne d'investigations sur le site de la Hohle Fels,,. Le mobilier lithique recueilli lors de ces fouilles, essentiellement daté du Magdalénien, est peu conséquent,. Ces travaux sont suivis par ceux du préhistorien Joachim Hahn, dans les années 1970 et 1980, puis par ceux de Nicholas J. Conard et H. P. Ueppermann à la fin des années 1990,,.
À la fin des années 1950 et début des années 1960, Riek, toujours en association avec Matschak, réalise des investigations sur le site de l'Helga-Abri, un abri dont l'entrée, à flanc de falaise, est situé à quelques mètres au-dessus de la Hohle Fels, et se trouvant à proximité de la ville de Blaubeuren,,. Ils y creusent un passage qui permet de mettre au jour un gisement d'artefacts amalgamés à des dépôts sédimentaires non-perturbés et datés du Paléolithique.
Entre 1960 et 1964, Riek et le préhistorien Dietrich Adam entreprennent l'excavation de la Große Grotte (ou Große Rusenschloßhöhle), une cavité s'étirant sur une longueur de 55 m, datée du Paléolithique moyen (occupée entre 100 000 et 50 000 ans AP, et située dans la ville de Blaubeuren,,.

## Fonctionnaire et officier au service des nazis

### Préhistorien au service de la SS Ahnenerbe
Après avoir adhéré au Parti national-socialiste des travailleurs allemands (NSDAP), en 1929, il se met au service la Sturmabteilung (SA) en 1933,,,.

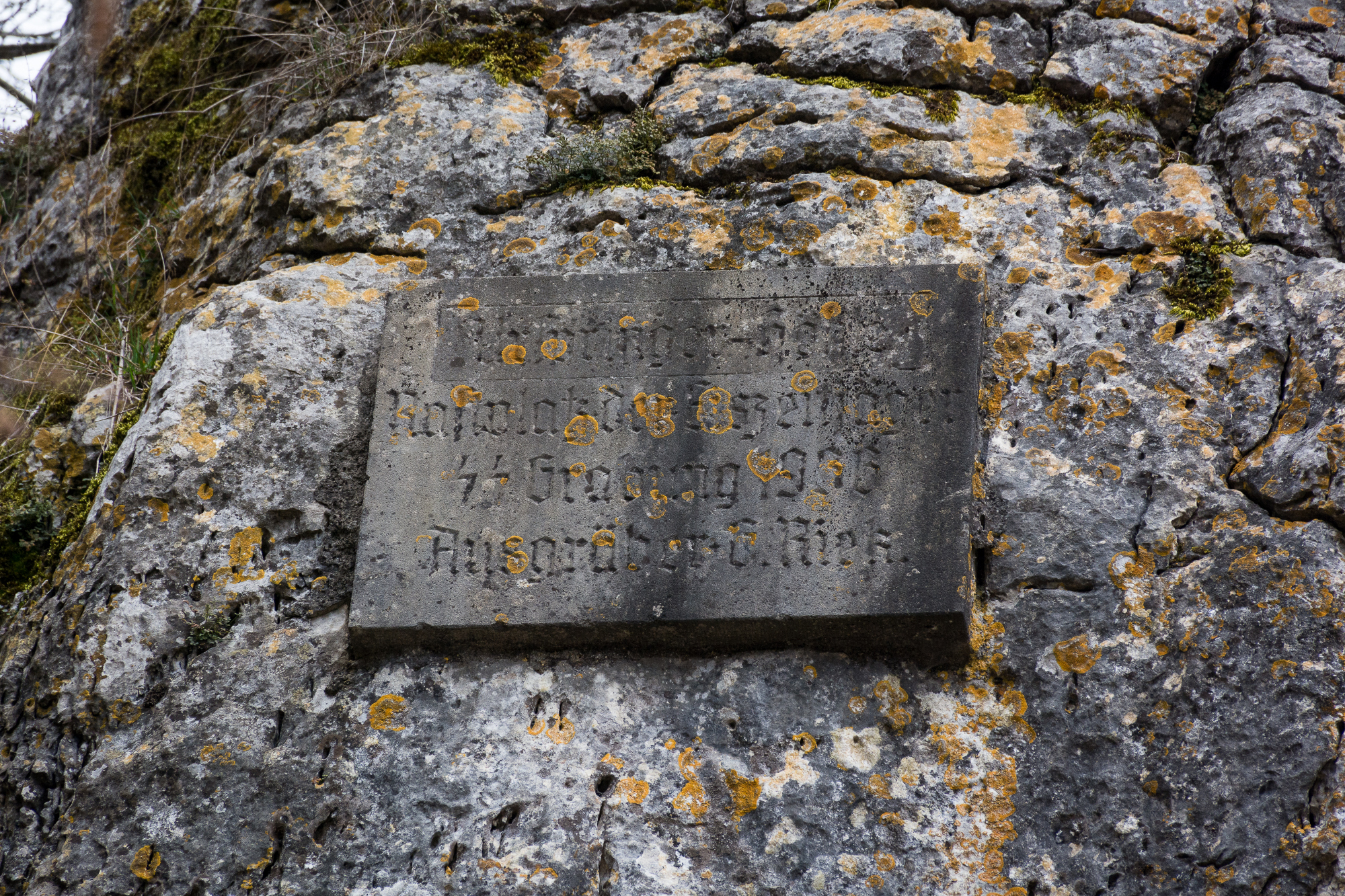
Plaque de la SS-Grabung datée de 1936 apposée sur la paroi externe de la grotte de Haldenstein.

Dès 1936, avec les fouilles de la grotte de Haldenstein, les travaux de Riek sont placés sous l'égide de la SS Ahnenerbe, également appelée la SS-Grabung (Recherche SS),. À partir de 1937, Riek rejoint la SS, puis travaille dans les années qui suivent avec la SS Ahnenerbe. Ses recherches ont été marquées par l'idéologie nazie et ont été financées principalement dans une perspective de recherche préhistorique germanique,,,. En 1935, il déclare vouloir introduire « l'utilisation de la Préhistoire locale » dans l'histoire générale du peuple allemand avec une « désignation culturelle internationale facilitée »,.
Ses travaux d'investigation sur le tumulus d'Hohmichele ont été effectués « sous la protection du RFSS, le Reichsführer-SS, Heinrich Himmler »,,,,. Les fouilles du complexe funéraire de l'âge du fer ont été réalisées dans le cadre d'un projet de recherches archéologiques lancé en mai 1935 par le préhistorien Werner Buttler (de) et appuyé par l'Ahnenerbe. En outre, les investigations de Riek, envoyé par l'Ahnenerbe en Forêt-Noire, auraient également eu pour objectif de rechercher les iriminen, un panthéon de divinités germaniques ayant servi de fondement à l'irminisme (en), une pseudo-religion du mysticisme nazi prônée par l'aryosophe Karl Maria Wiligut,. « Riek effectua des recherches de terrain mais il ne trouva pas de traces des irminen ». Lors de l'excavation du tumulus, « que les événements politiques ne permirent pas de l'examiner dans son ensemble », outre Riek, le préhistorien Robert Rudolf Schmidt et l'architecte, politicien et théoricien du nazisme Alfred Rosenberg dirigent également les opérations.
Un dossier issu de la SD datant de 1938, montre (ou souligne) que Riek était un « ancien national-socialiste » « politiquement et idéologiquement absolument fiable »,,,. Durant cette époque, entre 1937 et 1940, Riek correspond avec le paléontologue et anatomiste Robert Wetzel (de). La correspondance des deux scientifiques, enregistrée sous microfilm, a été classée comme dossier issu du personnel d'encadrement du Reichsfüher-SS. Ce dossier est conservé dans les Archives nationales des États-Unis. Le 25 août 1939, lors de la découverte des fragments de l'homme-lion, pendant les travaux d'excavation de la Hohlenstein-Stadel, G. Riek est sur place, aux côtés de R. Wetzel, qui dirige les travaux,. Wetzel, lors de cette campagne d'investigations s'appuie sur les précédents travaux de Riek. Les fouilles de cette grotte, comme celle du tumulus d'Hohmichele et du site préhistorique de Haldenstein, sont initiées et financées par l'Ahnenerbe,,.

### Officier SS au camp de concentration de Hinzert
En septembre 1939, après la déclaration de la Seconde Guerre mondiale, Riek, bien qu'il ait atteint l'âge limite, demande à être incorporé dans la Waffen-SS,.
De janvier 1940 à mars 1942, Riek occupe le poste d'officier instructeur au grade d'Hauptsturmführer dans le camp de concentration de Hinzert, près de Trèves, en Rhénanie-Palatinat,,,. À ce poste, il s'occupe également de la « rééducation idéologique » des prisonniers politiques,. Dans une lettre rédigée en date du 7 janvier 1940, Riek déclare : « La formation n'a pas beaucoup de succès, car de nombreux élèves sont asociaux à cause de défectuosités mentales, provenant pour la plupart d'une infériorité congénitale ». En octobre 1941, il participe à l'élimination de plusieurs dizaines de prisonniers soviétiques par injection au cyanure,,,,,. L'autre rôle de Riek dans ce crime de guerre est de superviser le transport des morts par camion jusqu'à une fosse situé dans une forêt toute proche. Il se charge aussi d'organiser la fermeture de l'ensemble des voies d'accès au camp de concentration,.

La même année, tandis qu'il exerce la fonction d'officier SS dans le camp de concentration, il mène, en tant que préhistorien, des fouilles à Aleburg, un site localisé dans la ville de Beaufort,,,. L'archéologue Laurent Olivier met en perspective la double fonction de Riek durant les années 1940 : 

« La frontière entre les deux fonctions est à ce point poreuse dans l'esprit de Riek qu'il utilise sa casquette d'officier SS pour donner l'échelle de ses photographies sur le chantier de fouilles de l'Aleburg, au Luxembourg... »

— Laurent Olivier, Nos ancêtres les Germains : l'archéologie au service du nazisme, 2012, p. 33.
À la fin de l'année 1941, il reçoit la Totenkopfring, l'anneau à tête de mort décerné par Himmler. En mars 1942, il est affecté au personnel d'encadrement de la division militaire de la SS-Wehrgeologen (it), en Finlande,,. À partir du 15 octobre 1943, il est incorporé au bataillon de la SS-Wehrgeologen basé à Hambourg, division dans laquelle il coordonne l'approvisionnement en matériel militaire pour les unités allemandes stationnées sur le front de l'Est et en Pologne.
Il est interné en tant que prisonnier de guerre le 25 octobre 1945, dans un camp militaire polonais puis, à partir de février 1948, dans une base militaire française. Il passe devant la commission d'état de l'épuration politique de Tübigen-Lusinau en janvier 1952.

## Retour dans les domaines scientifique et universitaire
Riek est révoqué de son poste de professeur par la commission d'épuration politique de l'université de Tübingen le 31 mars 1947. Il ne perçoit alors aucune indemnité.
Laurent Olivier fait état des conditions du retour de Riek dans le domaine universitaire et scientifique malgré son passé de criminel de guerre :

« Même un criminel de guerre comme le capitaine SS (SS-Haupsturmführer) Gustav Riek, qui avait dirigé pour le compte de l'Ahnenerbe la grande fouille du « tumulus princier » du Hohmichele, pourra réintégrer en 1956 son poste à l'université de Tübingen. En octobre 1941, il avait participé à la « liquidation » d'un groupe de quarante à soixante-dix « commissaires politiques » soviétiques au camp de concentration de Hinzert. »

— Laurent Olivier, p. 153, note 275, 2012.

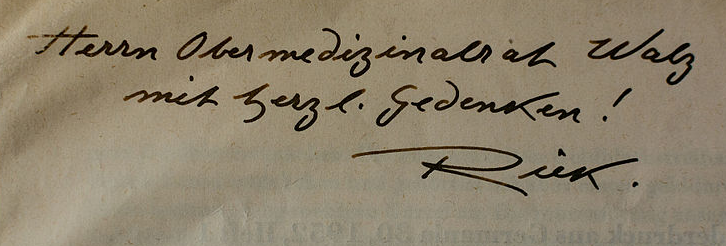
Billet signé de G. Riek figurant au dos d'un numéro de Germania de 1952 (Herrn Obermedizinalrat Walz mit herzl. Gedenken! Riek.)

Le retour de Riek dans le domaine de la recherche archéologique en Bade-Wurtemberg est permis grâce à l'intervention de Wolfgang Kimmig (de), directeur de l'institut de Pré- et Protohistoire de Tübingen à partir de 1955. Cette « manœuvre » se révèle efficace puisque Riek finit sa carrière « couvert d'honneurs » : il enseigne à nouveau à l'université de Tübingen à partir du milieu des années 1950 et obtient le titre de professeur émérite dans les années 1960,. Pour Jean-Pierre Legendre : « La mainmise qu’exerce la SS sur les universités jusqu'en 1945 explique par ailleurs pourquoi beaucoup de membres ou de collaborateurs de l’« ordre noir » parviennent à réintégrer le milieu universitaire dans les années d'après-guerre ». Dans le domaine archéologique, outre Riek, c’est également le cas des anciens SS Herbert Jankuhn et Wolfgang Dehn. Ce n'est qu'en 1986, grâce à la publication d'un journaliste allemand, que le passé de Riek au service du nazisme est dévoilé.
En janvier 2005, le préhistorien Karl Dietrich Adam demande que Riek soit « réhabilité »,. Après cette réclamation, le poste d'Adam au sein du musée national d'histoire naturelle de Stuttgart lui est retiré, la directrice de l'établissement muséographique Johanna Eder estimant que le préhistorien ne possède pas de « distance suffisante avec le Troisième Reich »,.

## Publications

### Die Mammutjäger vom Lonetal
Riek publie en 1934 un ouvrage intitulé Die Mammutjäger vom Lonetal (Les chasseurs de Mammouth de la vallée de la Lone) et illustré par le peintre et dessinateur Willy Planck (de),.

Dans une correspondance de Himmler à Riek datée du 31 décembre 1937, le Reichsführer-SS, après avoir reçu la publication du préhistorien, écrit : 

« Lieber Parteigenosse Riek! Besten Dank für Ihr Buch Mammutjäger im Lonetal, das ich gestern gelesen habe. Ich finde dasBuch sehr gut und habe sofort eine Anzahl Exemplare davonbestellen lassen, damit ich für Kinder und für die heranwach-sende Jugend ein passendes Geschenk habe. Es erinnert mich sehr an zwei Bücher, die ich in meiner Jugend las und die ich auchheute viel verschenke, an Rulaman und Kuning Hartfest, die ja ebenfalls in der rauhen Alp spielen. Auf Wiedersehenim Januar. Heil Hitler Ihr HH-SS
— Cher camarade de Parti Riek ! Merci beaucoup pour votre livre Mammutjäger vom Lonetal que j'ai lu hier. Je trouve ce livre très bon et j'en ai immédiatement fait commander un lot d'exemplaires, comme cadeau à des enfants et pour leur formation. À vous revoir en janvier. Heil Hitler votre H. H. — »

— Heinrich Himmler, 1937,.
L'ouvrage, basé sur les recherches de Riek dans la grotte de Vogelherd au début des années 1930, évoque la lutte entre des Homo sapiens (les chasseurs de Mammouth) et les hommes de Néandertal,,. Dans cet ouvrage, Riek fait très nettement tourner l'avantage aux hommes modernes,. Pour la paléoanthropologue Miriam Haidle, non-seulement cette lutte ne reflète pas les faits matériels observés par la recherche archéologique récente et, de surcroît, montre une supériorité des hommes modernes sur les Néandertaliens qui ne lui parait pas établie,.
Die Mammutjäger vom Lonetal est réédité en 1951, puis en 2000. L'ouvrage de Riek connaît une nouvelle parution en 2014, sous la direction de Nicholas J. Conard et en collaboration avec l'archéologue Ewa Dutkiewicz,. L'édition de 2014, remaniée, est, pour le bourgmestre de Niederstotzingen, « une interprétation moderne du livre » de Riek. Pour Eva Dutkiewicz, Riek, dont le « passé de nazi est incontesté », a entrepris des travaux dans la grotte de Vogelherd qui n'ont pas été réalisés dans d'« excellentes conditions », mais qui ont rendu le préhistorien célèbre. En outre, les résultats de l'analyse isotopique des ossements humains ont montré que l'interprétation de ces fossiles par Gustav Riek s'est révélée erronée, ces techniques, tout comme les tests d'ADN fossile, étant alors inconnues du préhistorien.

### Autres publications
- (de) avec R. Lebküchner, « Über Fährtenfunde im mittleren Buntsandstein des Nordschwarzwaldes », Centralblatt für Mineralogie, Geologie und Paläontologye, no 12,‎ 1928, p. 633-641 (présentation en ligne).
- (de) Stratigraphie des Hauptbuntsandsteins im Schwarzwald, Otto Kindt, 1931, 172 p. (présentation en ligne).
- (de) « Paläolitliische Station mit Tierplastiken und menschlichen Skelettresten bei Stetten ob Lontal », Germania, Tübingen, vol. XVI,‎ 1932 (lire en ligne [PDF], consulté le 22 janvier 2018).
- (de) Die Eiszeitjägerstation am Vogelherd im Lonetal, vol. I : Die Kulturen, Leipzig, Heine, 1934, 338 p. (présentation en ligne).
- (de) Vorgeschichte von Württemberg : Kulturbilder aus der Altsteinzeit Württembergs, vol. 1, F. F. Heine, 1935, 126 p. (présentation en ligne).
- (de) « Ein Fletthaus aus der Wende ältere-jüngere Hunsrück-Eifel-Kultur bei Befort in Luxemburg. », Germania, vol. 26, no 1,‎ 1942, p. 26–34 (présentation en ligne).
- (de) avec Otto Johannsen (de), « Späthallstättische Gewebereste aus dem Fürstengrabhügel Hohmichele bei Hundersingen an der Donau, Kr. Saulgau », Germania, vol. 30, no 1,‎ 1952 (lire en ligne [PDF], consulté le 7 janvier 2019).
- (de) « Zwei neue diluviale Plastikfunde vom Vogelherd (Württemberg) », Germania, vol. 32, no 3,‎ 1954 (lire en ligne [PDF], consulté le 6 février 2019).
- (de) « Drei jungpaläolithische Stationen am Bruckersberg in Giengen an der Brenz », dans Florian Heller, Veröffentlichungen des Staatlichen Amtes für Denkmalpflege Stuttgart : Zur fossilen Fauna der jungpaläolithischen Stationen am Bruckersberg in Giengen an der Brenz, vol. 2, Stuttgart, Verlag Silberburg, 1957 (présentation en ligne).
- (de) avec Hans Jünger Hundt, Der Hohmichele. Ein Fürstengrabhügel der späten Hallstattzeit : Heuneburgstudien 1, Berlin, W. de Gruyter, 1962, 214 p. (lire en ligne).
- (de) Das Paläolithikum der Brillenhöhle bei Blaubeuren, vol. 1, Stuttgart, Müller & Graff, 1973, 168 p. (lire en ligne).